# Mr. Pookie
Mr. Pookie (nacido como Bryan Jones el 27 de marzo de 1978) es un rapero americano de "Dirty South", criado en el norte de Dallas, Texas. Es bastante conocido en el lugar por tener el honor de ser el que más ha vendido con un álbum de rap independiente en Dallas. El responsable fue el Tha Rippla, publicado en 1999. Mr. Pookie dio forma a este trabajo junto a su socio Mr. Lucci, con quien también regenta su propia compañía, Crawl 2 Ball Records. 
Jones acudió al L.V. Berkner High School en Richardson, Texas. 

## Apariciones
- Tha Rockla – K-Roc (1999)
- Diabolical – Mr. Lucci (2001)
- Texas Freestyle Massacre – Various Artists (2001)
- The Chick Magnet - Paul Wall (“What Cha Gon’ Do” feat. Mr. Pookie & Mr. Lucci) (2004)
- DJ Smallz: Southern Smoke Special Edition: Dallas Crooks Mixtape (2005)

## Discografía
- Tha Rippla (1999)
- Tha Rippla (Chopped & Screwed) (2000)
- My Life (Double Disc) – Mr. Pookie & Mr. Lucci (2003) - #59 Billboard R&B/Hip-Hop Albums
- My Life (Chopped & Screwed) (2003)
- Return Of Tha Rippla (2006)

## Singles
| Año  | Título                            | Posiciones en la lista | Posiciones en la lista | Posiciones en la lista | Álbum                |
| Año  | Título                            | US Hot 100             | US R&B/Hip-Hop         | US Rap                 | Álbum                |
| ---- | --------------------------------- | ---------------------- | ---------------------- | ---------------------- | -------------------- |
| 2000 | "Crook 4 Life"                    | -                      | -                      | -                      | Tha Rippla           |
| 2003 | "Gangsta"                         | -                      | -                      | -                      | My Life              |
| 2005 | "Don't Test Us (feat. Mr. Lucci)" | #19                    | #90                    | #6                     | Return Of Tha Rippla |